# شهرداری گرادسکو
شهرداری گرادسکو (به لاتین: Gradsko Municipality) یک منطقهٔ مسکونی در مقدونیه شمالی است که در مقدونیه شمالی واقع شده‌است. شهرداری گرادسکو ۲۳۶٫۱۹ کیلومتر مربع مساحت و ۳٬۷۶۰ نفر جمعیت دارد.